# De Ginste
De Ginste of gewoon Ginste is een dorp van de West-Vlaamse gemeente Oostrozebeke. De Ginste ligt iets ten noorden van Oostrozebeke, dicht bij de grens met Dentergem en Meulebeke. Het kent een eigen lokale school en een kerk: de Sint-Jozefkerk. De Ginste is vooral bekend vanwege de Ginstegrot, een Mariagrot die naast de kerk gevestigd is.
De naam komt vermoedelijk van een lokale naam voor Brem (Wetenschappelijke naam: Genista).

## Nabijgelegen kernen
Meulebeke, Oostrozebeke, Dentergem, Marialoop